# فرانیو گلاسر
فرانیو گلاسر (انگلیسی: Franjo Glaser; ۷ ژانویهٔ ۱۹۱۳ – ۱ مارس ۲۰۰۳) بازیکن فوتبال اهل جمهوری فدرال سوسیالیستی یوگسلاوی بود.
از باشگاه‌هایی که در آن بازی کرده‌است می‌توان به باشگاه فوتبال گراجانسکی زاگرب، باشگاه فوتبال پارتیزان، باشگاه فوتبال بئوگراد، و باشگاه فوتبال سارایوو اشاره کرد.
وی همچنین در تیم‌های ملی فوتبال یوگسلاوی و کرواسی بازی کرده‌است.